# Hong Kong en los Juegos Olímpicos de Melbourne 1956
Hong Kong estuvo representado en los Juegos Olímpicos de Melbourne 1956 por dos deportistas masculinos que compitieron en natación.
El equipo olímpico hongkonés no obtuvo ninguna medalla en estos Juegos.